# Збраславская Мадонна
«Збраславская Мадонна» (чеш. Zbraslavská madona) — картина неизвестного по имени чешского художника, написана около 1350—1360 года и представляет собой живопись темперой на доске из липы размером 89 × 59,5 см. В настоящее время хранится в Национальной галерее в Праге. Один из самых известных образов Богоматери в Чехии.

## Описание
Образ Мадонны с младенцем написан темперой на левкасе по рисунку, прочерченному графьей. Дева Мария изображена в синем с золотыми звездами одеянии и плаще с золотой каймой с зелёной обратной стороной. Плащ застёгнут на большую золотую застёжку. На Богоматери белый плат с золотой каймой и корона, украшенная драгоценными камнями и лиственным орнаментом. Растительный орнамент украшает и фон образа. Кольцо на безымянном пальце левой руки Девы Марии символизирует отождествление Богоматери с Церковью. В правой руке она держит младенца, который изображен в прозрачной рубашке с золотой каймой. Его взгляд обращен на матерь. Левой рукой он держится за левую руку Девы Марии. Свиристель в правой руке младенца символизирует мученическую смерть Иисуса Христа.
Композиционно изображение напоминает образ Мадонны из Вевержи или более поздний образ Римской Мадонны с деталями из древнейших изображений Девы Марии. В отличие от итальянско-византийских икон Одигитрии, где мать указывает на младенца как на объект поклонения, в этом образе сделан сдвиг в сторону большей близости и гуманизации отношений между матерью и младенцем, характерный для западно-европейского церковного искусства середины XIV века.

## История
Образ был обнаружен в XVII веке среди руин приходского костёла святого Иакова Старшего Збраславского аббатства цистерцианцев, который был основан королём Вацлавом II в 1271 году и сожжен гуситами в 1420 году. Сравнительный анализ установил, что картина была написана между 1350 и 1360 годами и, судя по всему, является копией более раннего итальянского образца. Образ снова был выставлен для поклонения в 1654 году. Дважды реставрировался в 1945 году и 1990-х годах.